# 邁克·蘭德斯
邁克·蘭德斯（英語：Michael Landes，1972年9月18日—）是美國的一位演員。他最著名的作品是電視劇超人冒險系列。他在2000年10月21日結婚。他曾獲得青年艺术家奖提名。

## 外部連結
- 邁克·蘭德斯在互联网电影资料库（IMDb）上的資料（英文）